# Miha Žvižej

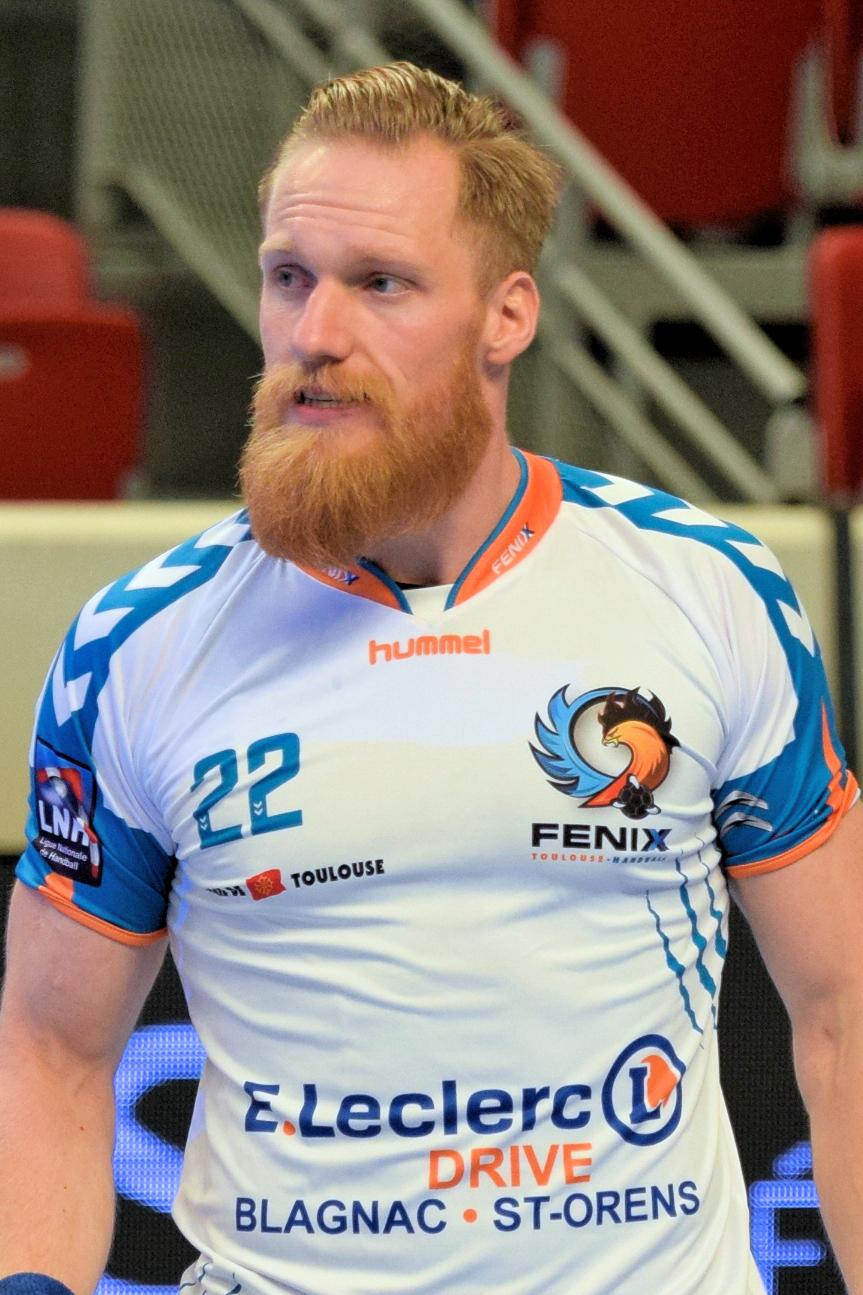
Miha Zvizej (2014)

Miha Žvižej (* 6. November 1987 in Celje, SR Slowenien, SFR Jugoslawien) ist ein ehemaliger slowenischer Handballspieler.
Der 1,91 Meter große und 102 Kilogramm schwere rechte Kreisläufer stand in der Saison 2009/10 bei RK Velenje unter Vertrag, mit dem er in der EHF Champions League spielte. Anschließend spielte Žvižej beim dänischen Erstligisten Bjerringbro-Silkeborg. Ab dem Sommer 2012 lief er für den französischen Erstligisten Fenix Toulouse Handball auf. In der Saison 2016/17 stand er beim Ligakonkurrenten Montpellier Handball unter Vertrag. Anschließend wechselte er zum dänischen Verein Ribe-Esbjerg HH. Zur Saison 2022/23 unterschrieb er einen Vertrag bei Team Tvis Holstebro. Nach der Saison 2024/25 beendete er seine Karriere.
Miha Žvižej gehörte der slowenischen Nationalmannschaft an und stand im Aufgebot für die Europameisterschaft 2010. Žvižej bestritt 104 Länderspiele, in denen er 224 Treffer erzielte.
Sein Bruder Luka Žvižej (* 1980) spielte Handball bei GWD Minden.